# Upanishad
Se conoce como Upaniṣad a cada uno de los más de 200 libros sagrados hinduistas escritos en idioma sánscrito, de los cuales los más antiguos y representativos datarían aproximadamente de entre el 800 y el 400 a. C.

## Significado, pronunciación y género

### Escritura
- Upaṇiṣad, en el sistema AITS (alfabeto internacional para la transliteración del sánscrito).[2]
- उपनिषद्, en escritura devanagari del sánscrito.[2][3]

### Etimología
Upa ni-ṣad significa ‘sentarse más bajo que otro (para escuchar respetuosamente sus enseñanzas)’.
El verbo ṣad 'sentarse' es cognado del latín sed(ere) y el inglés seat.

### Pronunciación

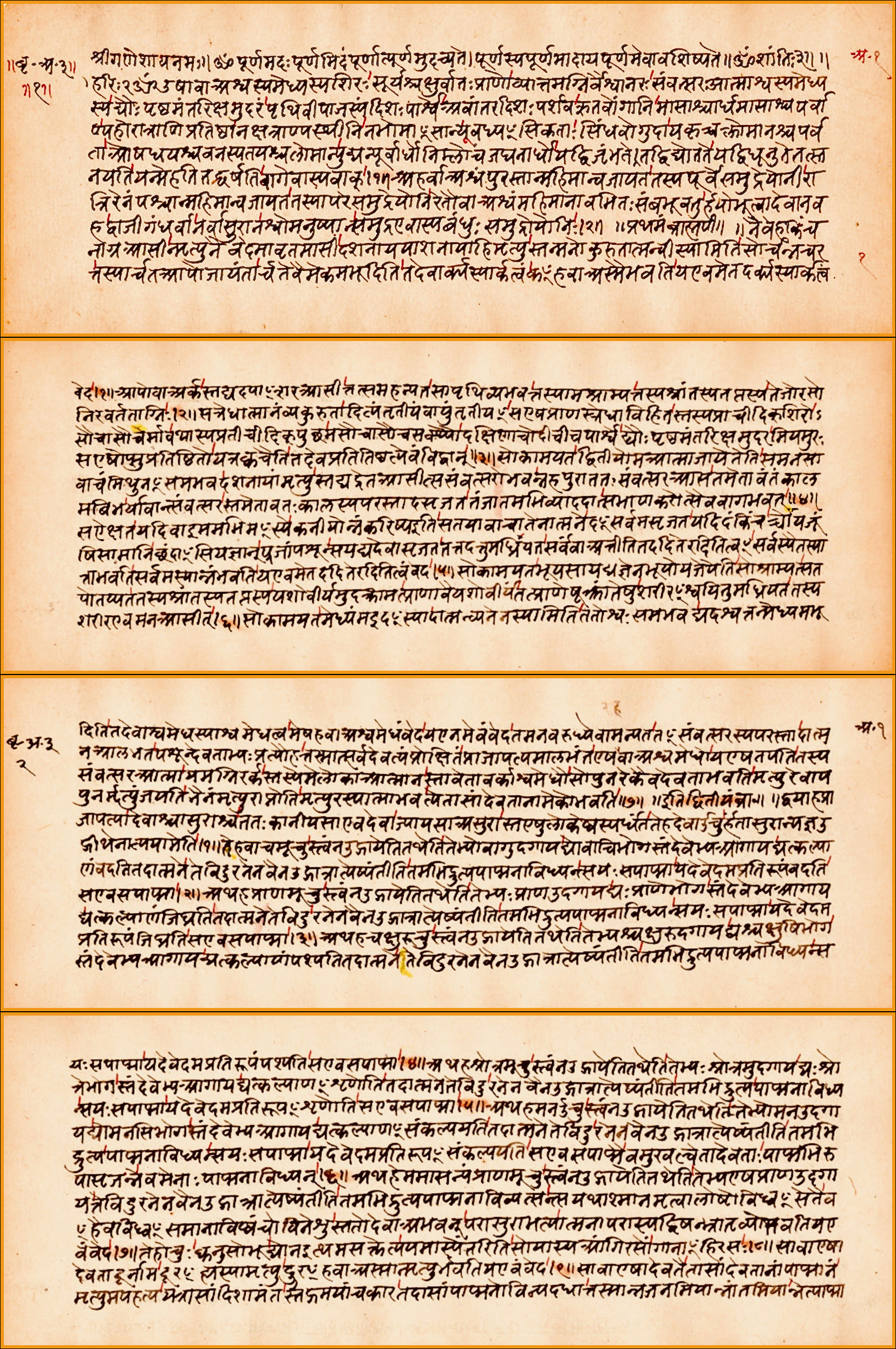
Bṛihadāraṇyaka-upaniṣad.

Debido a que el término pertenece al antiguo idioma sánscrito (que se escribía en letra brahmí y más tarde en devanagari) y carecía de marcas de pronunciación, había que saberlas pronunciar de memoria (una característica que poseen muchos idiomas actuales, como el inglés). Por ello actualmente hay distintas hipótesis de acentuación:
- Según el sanscritólogo Monier Monier-Williams y otros, se pronuncia agudo: /upanishád/.[2]
  - Esta acentuación se basa posiblemente en que sólo ṣad (‘sentarse’) es un verbo, ya que tanto upa (‘cerca, debajo’) como ni son prefijos, que no se acentúan.
- El diccionario inglés Merriam-Webster sugiere pronunciarlo grave: "upaníshad" (como lo pronuncian los anglohablantes en general).
- Los hare krishna anglohablantes (y sus seguidores de otros idiomas) lo pronuncian como esdrújula: [upánishad] o u'pəniʂad.

### Género
El término sánscrito Upanishad se considera femenino y masculino, según los autores:
- El sanscritólogo Monier Williams señala que en sánscrito el término Upanishad es femenino.[2]
- En la mayoría de textos de vulgarización en español es más usual verlo con género masculino (quizá para unificar el género usual de otros textos hinduistas, como el Rig-veda, el Majabhárata o el Ramaiana).

## Datación
Los autores no se ponen de acuerdo sobre las fechas exactas de la composición de los Upanishads. Diferentes investigadores han dado diferentes fechas para la época védica y la upanishádica. 
El sanscritólogo indio Ramchandra Dattatra Ranade (1886-1957)
critica al sanscritólogo alemán Paul Deussen (1845-1919) por suponer que los más antiguos Upanishads fueron escritos en prosa, seguidos por aquellos que fueron escritos en verso, y en los últimos años de nuevo en prosa. Ranade propone una cronología separada, basada en una batería de seis pruebas:
| Autor                                                    | Comienzo   | Final      | Método empleado                          |
| -------------------------------------------------------- | ---------- | ---------- | ---------------------------------------- |
| Tilak (1856-1920) Winternitz (1863-1937) expresa acuerdo | 6000 a. C. | 200 a. C.  | astronómico                              |
| B. V. Kameshwara Aiyar (1898)                            | 2300 a. C. | 2000 a. C. | astronómico                              |
| Max Müller (1823-1900)                                   | 1000 a. C. | 800 a. C.  | lingüístico                              |
| Ramchandra Dattatra Ranade (1886-1957)                   | 1200 a. C. | 600 a. C.  | lingüístico, desarrollo ideológico, etc. |
| Sarvepali Radhakrisnan (1888-1975)                       | 800 a. C.  | 600 a. C.  | desarrollo ideológico                    |
| Gavin Flood (1998)                                       | 400 a. C.  | 200 a. C.  | desarrollo ideológico, lingüístico       |

| 800 a 500 a. C. (según Deussen) | 1200 a 600 a. C. (según Ranade) | 800 a 600 a. C. (según Radhakrisnan). |
| --- | --- | --- |
| Grupo 1: Brijad-araniaka, Chandoguia Grupo 2: Isha, Kena Grupo 3: Aitareia, Taitiríia, Kaushitaki Grupo 4: Katha, Mundaka, Shueta-ashuatara Grupo 5: Prasna, Mandukia, Maitraiani | Antiguos Upanishads en prosa: Brijad-araniaka, Chandoguia, Taitiríia, Aitareia, Kaushitaki, Kena Upanishads poéticos: Kena, Katha, Isha, Shueta-ashuatara, Mundaka Prosa posterior: Prasna, Maitri, Mandukia | Prebudistas, en prosa: Aitareia, Kaushitaki, Taitiríia, Chandoguia, Brijad-araniaka, Kena Fase de transición: Kena (1-3), Brijad-araniaka (4, 8-21), Katha, Mandukia Elementos de samkhia y yoga: Maitri, Shueta-ashuatara |

## Historia
Existen unos 150 Upanishads (aunque la tradición afirma que los Upanishads son 108, de acuerdo con el número cabalístico hinduista), la mayoría de los cuales están escritos en prosa con algunos rasgos poéticos, siendo que cierto número de ellos han sido compuestos en verso. Su extensión puede ir desde una página impresa (el más corto), hasta unas cincuenta páginas (el más largo). Se piensa que su forma, como se la conoce hoy en día, se adoptó entre los años 400 y 200 a. C.
Por lo tanto representan un aspecto del hinduismo védico casi tardío. (No obstante, se cree que algunos Upanishads fueron compuestos un par de siglos antes, en el siglo VI a. C.)

## Autores
En la actualidad, los hinduistas creen que todos los Upanishads fueron escritos por el avatar Viasa «a finales del dwápara-iuga», lo que ―según los cálculos astrológicos de Varaja Mijira (505-587)― habría sucedido entre el 3200 y el 3100 a. C., pero la mayoría de los historiadores actuales creen que fueron compuestos desde el siglo VI a. C. en adelante.
Los Upanishads se han atribuido a varios autores:
Iagñavalkia y Uddalaka Aruni ocupan un lugar destacado en los primeros Upanishads (según Mahadevan, 1956, págs. 59-60).
Otros escritores importantes incluyen Shweta Ketu, Shandilia, Aitareia, Pipalada y Sanat Kumara. Existen dos mujeres importantes mencionadas como interlocutoras de los sabios varones: Maitrei (la esposa de Iagñavalkia) y Gargui.
Radhakrishnan considera que las atribuciones a estos autores en el texto son poco fiables, considerando que estos supuestos autores son en realidad personajes de ficción. Un ejemplo es Shuetaketu (personaje y autor del Chandoguia-upanishad) de quien no hay fuentes o libros que lo mencionen, ni ninguna otra obra atribuida a él.
Según Radhakrishnan, la mayoría de los Upanishads se mantuvieron en secreto durante siglos, y se transmitían a otras personas por vía oral en el forma de sloka (versos cantados), lo que hace difícil determinar cuánto han cambiado los textos actuales a partir de los textos originales.

## Contexto religioso
Frente a la religión oficial expresada en el Rig-veda (el texto más antiguo de la India, de mediados del II milenio a. C.), los Upanishad presentan una nueva cultura, ligada al mundo de los artesanos y comerciantes de las ciudades del norte de la India, que concibieron formas de vida y gobierno más flexibles y participativas. En este ambiente, muchas personas rechazaron la religiosidad y ceremonias de los Vedas y reaccionaron contra el poder de los sacerdotes brahmanes. Entonces se escribieron los Upanishad y aparecieron nuevas religiones, como el yainismo y el budismo (400 a. C.).
Los Upanishad se basan probablemente en las experiencias místicas de personas que, cansadas de la religión oficial, se retiraron a los bosques para vivir como ascetas o ermitaños, pensaron por su cuenta y luego difundieron sus ideas. Los autores de estos libros se reunían para escuchar la palabra de algún maestro espiritual y conversar sobre la divinidad.

## Doctrina
Frente al politeísmo del Rig-veda (con dioses concretos como Indra, Váruna y Mitra), la doctrina upanishádica defiende la existencia de una divinidad Brahman única y absoluta, que a veces se identifica con el creador del universo (el dios Brahmá), a veces con su conservador (Visnú) y a veces con su destructor (Shivá).
En el segundo libro de los Upanishads, la divinidad se describe así:

El Absoluto es como un terrón de sal que se disuelve en el agua y no hay manera de retenerlo en las manos; pero que si se extrae el agua, la sal queda ahí. Así es ese gran ser infinito, ilimitado.
Chandoguia-upanishad (12, 3)

En los Upanishads se dice que el hombre está conectado con la divinidad y puede llegar a identificarse con él «a través del hilo que une este mundo con el otro mundo y con todas las cosas». La salvación consiste en comprender que la realidad eterna es igual al atma, el alma de cada individuo.
Para la nueva doctrina, todo lo que sucede está constantemente cambiando, siguiendo un ciclo que se repite. En ese ciclo, cada ser persigue realizar su dharma, aquello para lo que está hecho. El dharma del agua es fluir; el del fuego, quemar; el del pez es nadar; el del ave, volar. El dharma del ser humano consiste en alcanzar la salvación y unirse a la divinidad.
Los conceptos contenidos en los Upanishads sirvieron como base a una de las seis doctrinas ortodoxas (dárshanas) del hinduismo conocida como vedanta.
El tema principal de los Upanishads es la naturaleza del Brahman (el alma universal) y la doctrina fundamental expresada es la identidad del atma con el Brahman. Los Upanishads expresan las formulaciones de esta verdad doctrinal. En los Upanishads se habla de otros temas como la naturaleza y propósito de la existencia, diversas formas de meditación y culto, escatología, salvación y se expone de manera bastante detallada la teoría de la transmigración de las almas.

## El canon Múktika
En nueve versos (1, 30-39) del Muktika-upanishad (del siglo XI d. C.), su autor presenta una lista de los 108 Upanishads que él consideraba canónicos para la escuela adwaita.

### Relación de los «Upanishads» con los cuatro «Vedas»
- 10 Upanishads están asociados con el Rig-veda y su frase shanti comienza con vanme-manasi
- 16 Upanishads están asociados con el Sama-veda y su frase shanti comienza con apiaiantu
- 19 Upanishads están asociados con el Iayur-veda blanco y su frase shanti comienza con purnamada
- 32 Upanishads están asociados con el Iayur-veda negro y su frase  shanti comienza con sajanavavatu
- 31 Upanishads están asociados con el Átharva-veda y su frase shanti comienza con bhadram-karnebhih

### División temática
Los primeros diez Upanishads están agrupados como los mukhia (‘principales’), y son idénticos a los presentados arriba.
- 21 se agrupan como samania vedanta (Upanishad del «Vedanta común»),
- 23 sanniasa-upanishad (textos para sanniasis renunciantes),
- 9 shakta-upanishad (textos para adoradores de la diosa Shakti),
- 14 vaisnava-upanishad (textos para visnuistas: adoradores del dios Visnú),
- 14 shaiva-upanishad (textos para shivaístas: adoradores del dios Shiva) y
- 17 Yoga-upanishad (textos para seguidores del yoga).

### Lista de los 108 Upanishads
| N.º | Nombre del Upanishad                           | Escuela           | Estilo    |
| --- | ---------------------------------------------- | ----------------- | --------- |
| 1   | Isha «El Señor interno» (isha: ‘controlador’)  | Shukla-iayur-veda | mukhia    |
| 2   | Kena «¿Quién mueve el mundo?»                  | Sama-veda         | mukhia    |
| 3   | Katha «La muerte como maestra»                 | Krisna-iayur-veda | mukhia    |
| 4   | Prasna «La respiración de la vida»             | Atharva-veda      | mukhia    |
| 5   | Mundaka «Dos modos de conocer»                 | Atharva-veda      | mukhia    |
| 6   | Mandukia «La conciencia y sus fases»           | Atharva-veda      | mukhia    |
| 7   | Taittiríia «Del alimento a la alegría»         | Krisna-iayur-veda | mukhia    |
| 8   | Aitareia «El microcosmos del hombre»           | Rig-veda          | mukhia    |
| 9   | Chandoguia «Canto y sacrificio»                | Sama-veda         | mukhia    |
| 10  | Brijad-araniaka                                | Shukla-iayur-veda | mukhia    |
| 11  | Brahma                                         | Krisna-iayur-veda | sanniasa  |
| 12  | Kaivalia                                       | Krisna-iayur-veda | shaiva    |
| 13  | Jabala                                         | Shukla-iayur-veda | sanniasa  |
| 14  | Shweta-ashwatara «Los rostros de la divinidad» | Krisna-iayur-veda | sanniasa  |
| 15  | Jamsa                                          | Shukla-iayur-veda | yoga      |
| 16  | Aruneia                                        | Sama-veda         | sanniasa  |
| 17  | Garbha                                         | Krisna-iayur-veda | sanniasa  |
| 18  | Naraiana                                       | Krisna-iayur-veda | visnuista |
| 19  | Paramajamsa                                    | Shukla-iayur-veda | sanniasa  |
| 20  | Amrita-bindu                                   | Krisna-iayur-veda | yoga      |
| 21  | Amrita-nada                                    | Krisna-iayur-veda | yoga      |
| 22  | Shira                                          | Atharva-veda      | shaiva    |
| 23  | Atharva-shikha                                 | Atharva-veda      | shaiva    |
| 24  | Maitraiani                                     | Sama-veda         | sanniasa  |
| 25  | Kaushitaki                                     | Rig-veda          | samania   |
| 26  | Brijad-yabala                                  | Atharva-veda      | shaiva    |
| 27  | Nrisimja-tapani                                | Atharva-veda      | visnuista |
| 28  | Kala-agni-rudra                                | Krisna-iayur-veda | shaiva    |
| 29  | Maitrei                                        | Sama-veda         | sanniasa  |
| 30  | Subala                                         | Shukla-iayur-veda | samania   |
| 31  | Ksurika                                        | Krisna-iayur-veda | yoga      |
| 32  | Mantrika                                       | Shukla-iayur-veda | samania   |
| 33  | Sarvasara                                      | Krisna-iayur-veda | samania   |
| 34  | Niralamba                                      | Shukla-iayur-veda | samania   |
| 35  | Shuka-rahasia                                  | Krisna-iayur-veda | samania   |
| 36  | Vashra-suchi                                   | Sama-veda         | samania   |
| 37  | Teyo-bindu                                     | Krisna-iayur-veda | sanniasa  |
| 38  | Nadabindu                                      | Rig-veda          | yoga      |
| 39  | Dhianabindu                                    | Krisna-iayur-veda | yoga      |
| 40  | Brahmavidia                                    | Krisna-iayur-veda | yoga      |
| 41  | Yoga-tattua                                    | Krisna-iayur-veda | yoga      |
| 42  | Atmabodha                                      | Rig-veda          | samania   |
| 43  | Parivrat o Naradaparivrajaka                   | Atharva-veda      | sanniasa  |
| 44  | Trishikhi                                      | Shukla-iayur-veda | yoga      |
| 45  | Sita                                           | Atharva-veda      | shakta    |
| 46  | Ioga-chudamani                                 | Sama-veda         | yoga      |
| 47  | Nirvana                                        | Rig-veda          | sanniasa  |
| 48  | Mandala-bráhmana                               | Shukla-iayur-veda | yoga      |
| 49  | Dakshina-murti                                 | Krisna-iayur-veda | shaiva    |
| 50  | Sharabha                                       | Atharva-veda      | shaiva    |
| 51  | Skanda o Tripadvibhuti                         | Krisna-iayur-veda | samania   |
| 52  | Maja-naraiana                                  | Atharva-veda      | visnuista |
| 53  | Advaia-taraka                                  | Shukla-iayur-veda | sanniasa  |
| 54  | Rama-rajasia                                   | Atharva-veda      | visnuista |
| 55  | Ramatapani                                     | Atharva-veda      | visnuista |
| 56  | Vasudeva                                       | Sama-veda         | visnuista |
| 57  | Mudgala                                        | Rig-veda          | samania   |
| 58  | Shandilia                                      | Atharva-veda      | yoga      |
| 59  | Paingala                                       | Shukla-iayur-veda | samania   |
| 60  | Bhikshu                                        | Shukla-iayur-veda | sanniasa  |
| 61  | Majad                                          | Sama-veda         | samania   |
| 62  | Shariraka                                      | Krisna-iayur-veda | samania   |
| 63  | Ioga-shikha                                    | Krisna-iayur-veda | yoga      |
| 64  | Turíia-atita                                   | Shukla-iayur-veda | sanniasa  |
| 65  | Sanniasa                                       | Sama-veda         | sanniasa  |
| 66  | Parama-jamsa-parivrayaka                       | Atharva-veda      | sanniasa  |
| 67  | Akshamalika o Malika                           | Rig-veda          | shaiva    |
| 68  | Aviakta                                        | Sama-veda         | visnuista |
| 69  | Ekakshara                                      | Krisna-iayur-veda | samania   |
| 70  | Annapurna                                      | Atharva-veda      | shakta    |
| 71  | Suria                                          | Atharva-veda      | samania   |
| 72  | Akshi                                          | Krisna-iayur-veda | samania   |
| 73  | Adhiatma                                       | Shukla-iayur-veda | samania   |
| 74  | Kundika                                        | Sama-veda         | sanniasa  |
| 75  | Savitri                                        | Sama-veda         | samania   |
| 76  | Atma                                           | Atharva-veda      | samania   |
| 77  | Pashupata                                      | Atharva-veda      | yoga      |
| 78  | Parabrahma                                     | Atharva-veda      | sanniasa  |
| 79  | Avadhuta                                       | Krisna-iayur-veda | sanniasa  |
| 80  | Devi                                           | Atharva-veda      | shakta    |
| 81  | Tripura-tapani                                 | Atharva-veda      | shakta    |
| 82  | Tripura                                        | Rig-veda          | shakta    |
| 83  | Katha-rudra                                    | Krisna-iayur-veda | sanniasa  |
| 84  | Bhavana                                        | Atharva-veda      | shakta    |
| 85  | Rudrajridaia                                   | Krisna-iayur-veda | shaiva    |
| 86  | Ioga-kundalini                                 | Krisna-iayur-veda | yoga      |
| 87  | Bhasma                                         | Atharva-veda      | shaiva    |
| 88  | Rudraksha                                      | Sama-veda         | shaiva    |
| 89  | Ganapati                                       | Atharva-veda      | shaiva    |
| 90  | Darshana                                       | Sama-veda         | yoga      |
| 91  | Tarasara                                       | Shukla-iayur-veda | visnuista |
| 92  | Maja-vakia                                     | Atharva-veda      | yoga      |
| 93  | Pancha-brahma                                  | Krisna-iayur-veda | shaiva    |
| 94  | Prana-agni-ahotra                              | Krisna-iayur-veda | samania   |
| 95  | Gopala-tapani                                  | Atharva-veda      | visnuista |
| 96  | Krisna                                         | Atharva-veda      | visnuista |
| 97  | Iagñavalkia                                    | Shukla-iayur-veda | sanniasa  |
| 98  | Varaja                                         | Krisna-iayur-veda | sanniasa  |
| 99  | Shatiaiani                                     | Shukla-iayur-veda | sanniasa  |
| 100 | Jaiagriva                                      | Atharva-veda      | visnuista |
| 101 | Dattatreia                                     | Atharva-veda      | visnuista |
| 102 | Garudá                                         | Atharva-veda      | visnuista |
| 103 | Kali-santarana                                 | Krisna-iayur-veda | visnuista |
| 104 | Yabala                                         | Sama-veda         | shaiva    |
| 105 | Saubhaguia                                     | Rig-veda          | shakta    |
| 106 | Sárasuati-rajasia                              | Krisna-iayur-veda | shakta    |
| 107 | Bajuricha                                      | Rig-veda          | shakta    |
| 108 | Muktika                                        | Shukla-iayur-veda | samania   |

## Ediciones en español

### Completas
- Edición y traducción del sánscrito de Juan Arnau, con la colaboración de los sancritistas Óscar Figueroa, Wendy Phillips, Roberto García y del poeta Vicente Gallego, ed. (2019, 2021, 2025). Upaniṣad. Correspondencias ocultas. Primera traducción directa y completa en español de las trece principales upaniṣad que ha tomado en cuenta las diversas interpretaciones de los comentaristas antiguos y modernos[8] (Tercera edición). Villaür: Ediciones Atalanta. ISBN 978-84-949054-9-0.[9][10][11][12][13][14][15][16][17]

### Parciales
- Agud, Ana y Francisco Rubio (traducción del sánscrito, introducción y notas), ed. (2000). La ciencia del Brahman: once Upanisad antiguas. Madrid: Editorial Trotta. ISBN 978-84-8164-367-1.
- De Palma, Daniel (edición y traducción), ed. (2001). Upanisads. Prólogo de Raimon Panikkar. Madrid: Ediciones Siruela. ISBN 978-84-7844-292-8.
- Ilárraz, Félix G. y Òscar Pujol Riembau (edición y traducción del sánscrito), ed. (2003). La sabiduría del bosque. Antología de las principales Upanisads. Madrid: Editorial Trotta. ISBN 978-84-8164-594-1.
- Martín Diza, Consuelo, ed. (2001). Upanishad con los comentarios advaita de Shankara (2ª edición). Madrid: Editorial Trotta. ISBN 978-84-8164-453-1.
- Tola, Fernando y Carmen Dragonetti, ed. (2018). Upanishads. Doctrinas secretas de la India. Buenos Aires: Editorial Las Cuarenta. ISBN 978-987-1501-84-7.

### Individuales
- Martín Diza, Consuelo, ed. (1998). Conciencia y realidad. La Mandukya upanisad con las karika de Gaudapada y los comentarios de Shankara. Madrid: Editorial Trotta. ISBN 978-84-8164-269-8.
- –, ed. (2002). Gran Upanisad del Bosque con los comentarios advaita de Shankara. Madrid: Editorial Trotta. ISBN 978-84-8164-548-4.

### Sobre lasUpanishad
- Tola, Fernando y Carmen Dragonetti, ed. (2008). Filosofía de la India. Del Veda al Vedanta. El sistema samkhya. Sabiduría Perenne. Barcelona: Editorial Kairós. ISBN 978-84-7245-688-4.